# Tokugawa Yoshikatsu
Tokugawa Yoshikatsu est un nom japonais traditionnel ; le nom de famille (ou le nom d'école), Tokugawa, précède donc le prénom (ou le nom d'artiste).
Tokugawa Yoshikatsu (徳川慶勝, né le 14 avril 1824, mort le 1er août 1883) est un daimyo de la fin de l'époque d'Edo à la tête du domaine d'Owari. Il est le frère de Matsudaira Katamori.